# Ras Jebel (délégation)

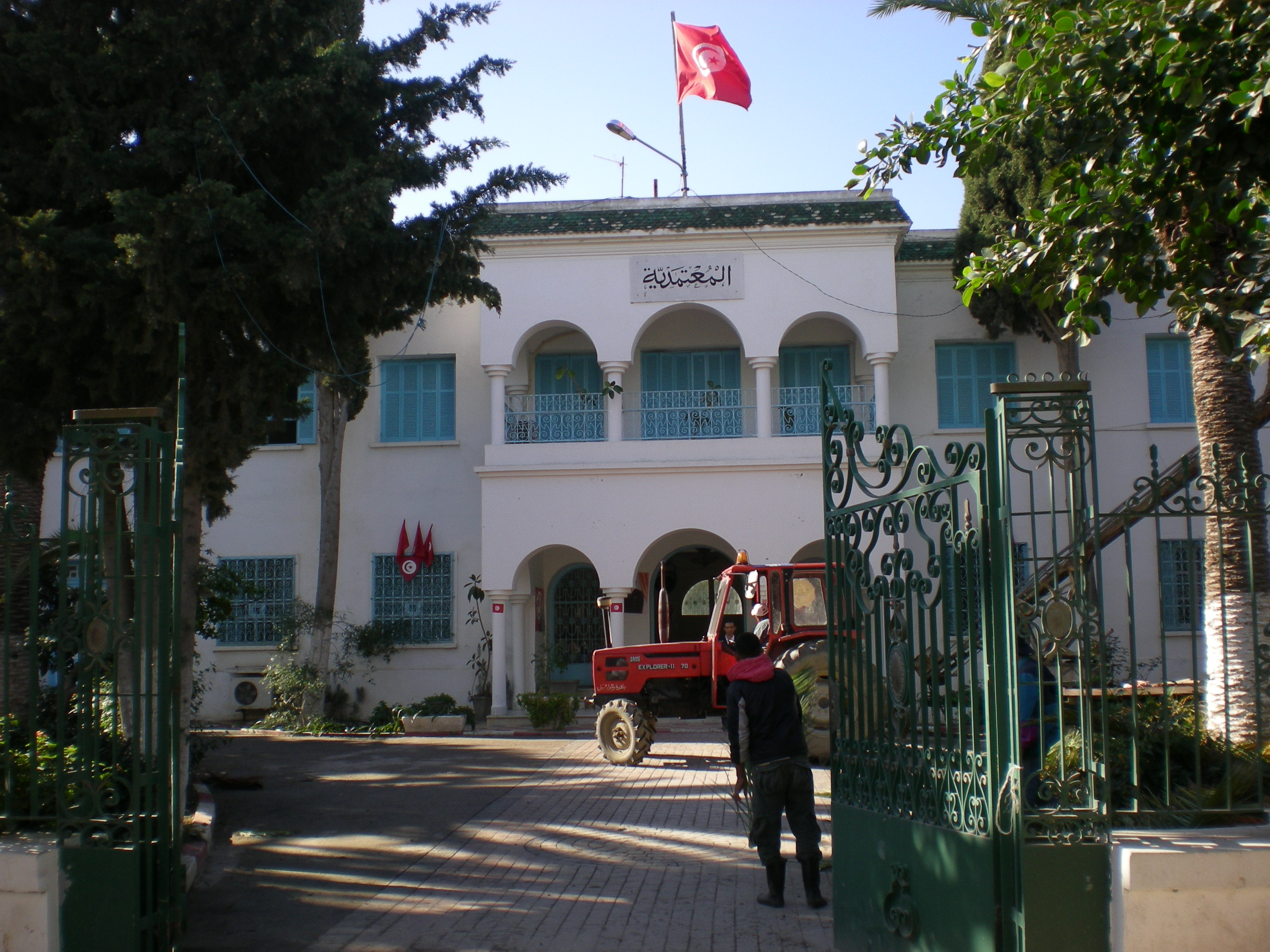
Siège de la délégation

Ras Jebel est une délégation tunisienne dépendant du gouvernorat de Bizerte.
En 2004, elle compte 51 240 habitants dont 25 920 hommes et 25 320 femmes répartis dans 12 277 ménages et 16 935 logements.